# Le Hanouard
Le Hanouard est une commune française située dans le département de la Seine-Maritime, en région Normandie.

## Géographie

### Localisation
| Grainville-la-Teinturière | Grainville-la-Teinturière | Grainville-la-Teinturière |
| Grainville-la-Teinturière | Hanouard                  | Oherville                 |
| Beuzeville-la-Guérard     | Cleuville                 | Sommesnil                 |

### Hydrographie
La commune est située dans le bassin Seine-Normandie. Elle est drainée par la Durdent,.
La Durdent, d'une longueur de 25 km, prend sa source dans la commune de Héricourt-en-Caux et se jette  dans la Mancheen limite des communes de Paluel et de Veulettes-sur-Mer, après avoir traversé onze communes. 

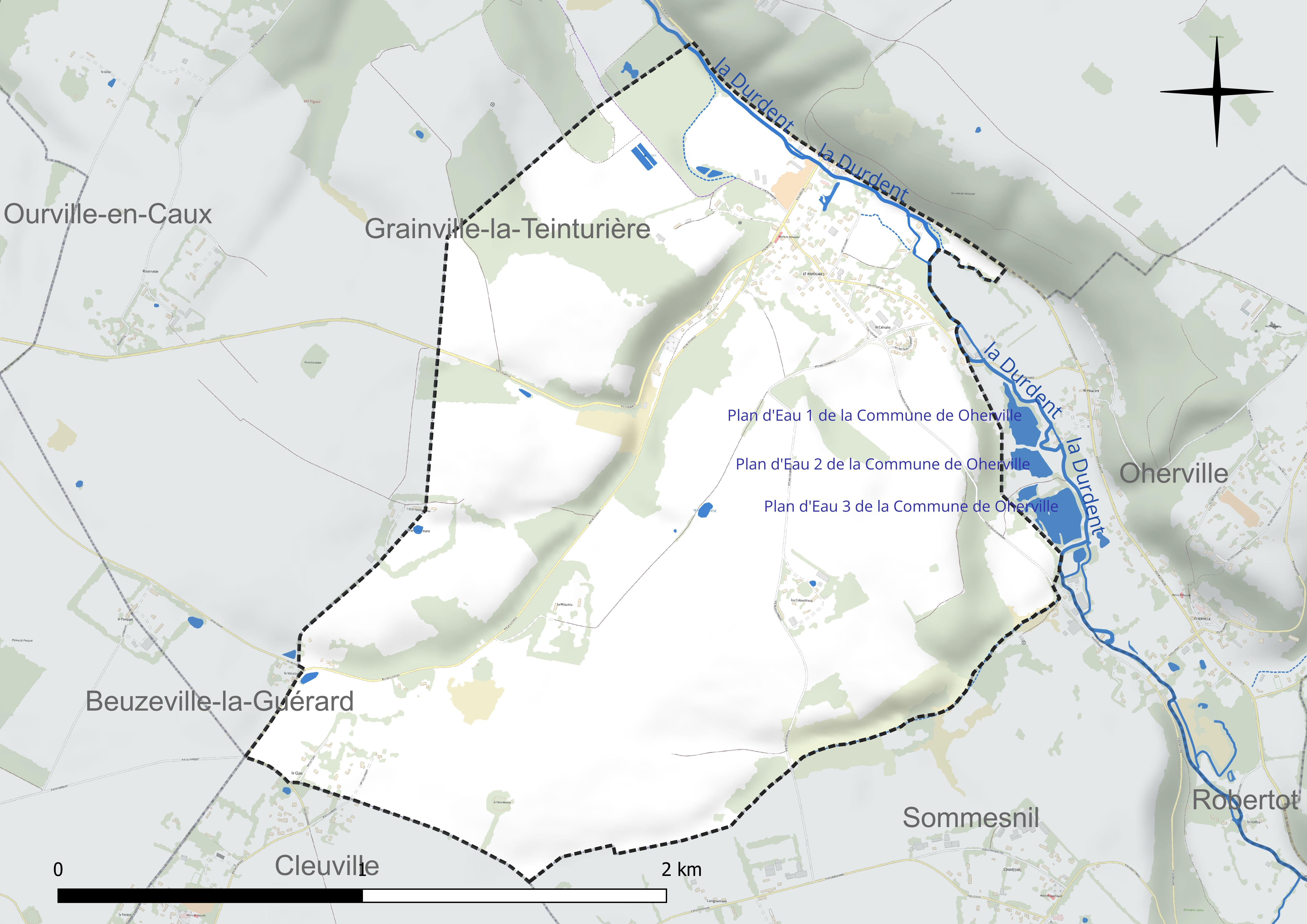
Réseau hydrographique du Hanouard.

### Climat
Pour des articles plus généraux, voir Climat de la Normandie et Climat de la Seine-Maritime.
En 2010, le climat de la commune est de type climat océanique franc, selon une étude du CNRS s'appuyant sur une série de données couvrant la période 1971-2000. En 2020, Météo-France publie une typologie des climats de la France métropolitaine dans laquelle la commune est exposée à un climat océanique et est dans la région climatique Côtes de la Manche orientale, caractérisée par un faible ensoleillement (1 550 h/an) ; forte humidité de l’air (plus de 20 h/jour avec humidité relative > 80 % en hiver), vents forts fréquents. Parallèlement le GIEC normand, un groupe régional d’experts sur le climat, différencie quant à lui, dans une étude de 2020, trois grands types de climats pour la région Normandie, nuancés à une échelle plus fine par les facteurs géographiques locaux. La commune est, selon ce zonage, exposée à un « climat maritime », correspondant au Pays de Caux, frais, humide et pluvieux, légèrement plus frais que dans le Cotentin.
Pour la période 1971-2000, la température annuelle moyenne est de 10,7 °C, avec une amplitude thermique annuelle de 13,6 °C. Le cumul annuel moyen de précipitations est de 888 mm, avec 12,8 jours de précipitations en janvier et 8,8 jours en juillet. Pour la période 1991-2020, la température moyenne annuelle observée sur la station météorologique la plus proche, située sur la commune d'Ectot-lès-Baons à 14 km à vol d'oiseau, est de 10,8 °C et le cumul annuel moyen de précipitations est de 905,5 mm,. Pour l'avenir, les paramètres climatiques de la commune estimés pour 2050 selon différents scénarios d'émission de gaz à effet de serre sont consultables sur un site dédié publié par Météo-France en novembre 2022.

## Urbanisme

### Typologie
Au 1er janvier 2024, Le Hanouard est catégorisée commune rurale à habitat dispersé, selon la nouvelle grille communale de densité à sept niveaux définie par l'Insee en 2022.
Elle est située hors unité urbaine et hors attraction des villes,.

### Occupation des sols
L'occupation des sols de la commune, telle qu'elle ressort de la base de données européenne d’occupation biophysique des sols Corine Land Cover (CLC), est marquée par l'importance des territoires agricoles (85,3 % en 2018), une proportion identique à celle de 1990 (85,3 %). La répartition détaillée en 2018 est la suivante : terres arables (53 %), prairies (18,5 %), forêts (14,7 %), zones agricoles hétérogènes (13,8 %). L'évolution de l'occupation des sols de la commune et de ses infrastructures peut être observée sur les différentes représentations cartographiques du territoire : la carte de Cassini (XVIIIe siècle), la carte d'état-major (1820-1866) et les cartes ou photos aériennes de l'IGN pour la période actuelle (1950 à aujourd'hui).

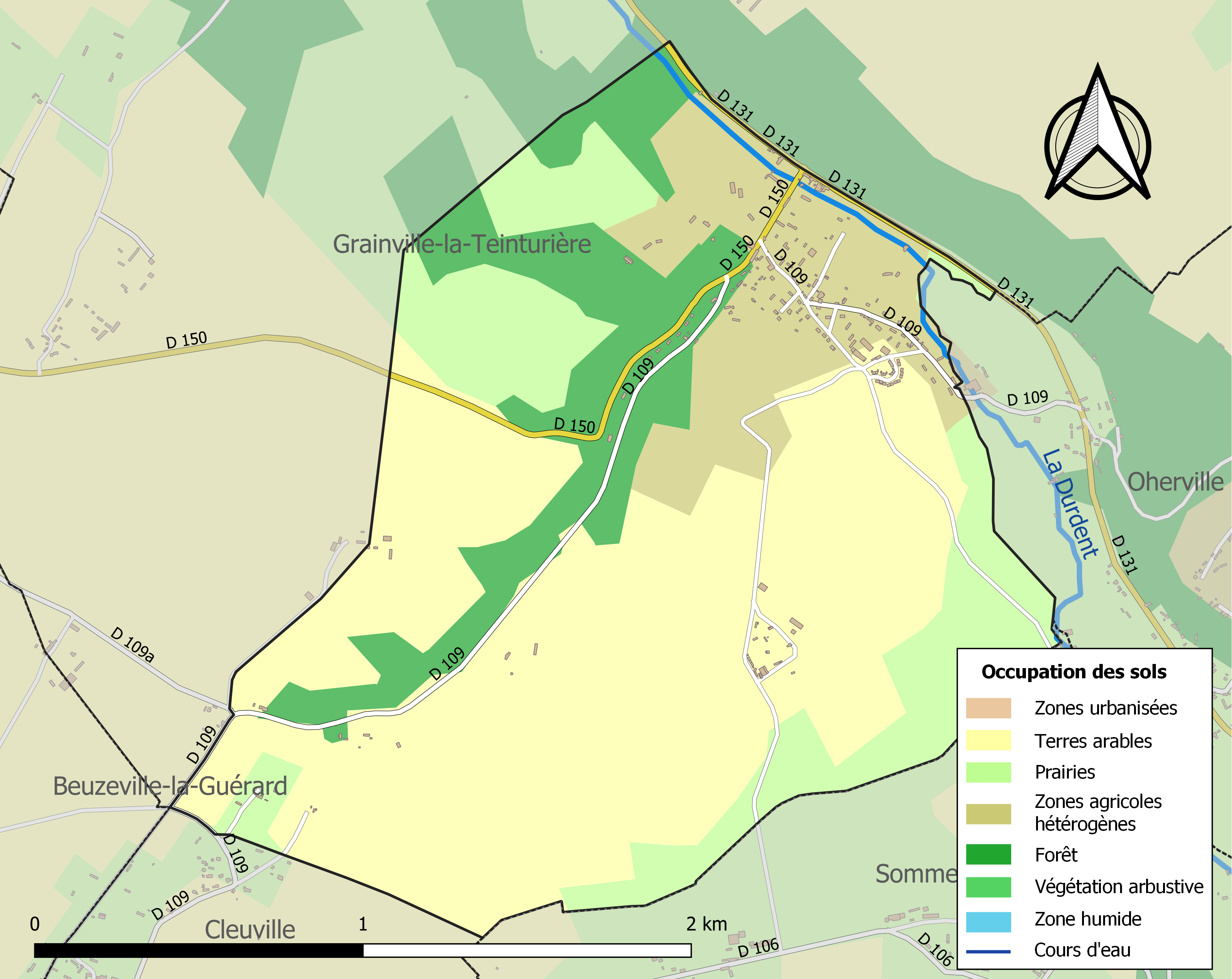
Carte des infrastructures et de l'occupation des sols de la commune en 2018 (CLC).

## Toponymie
Le nom de la localité est attesté sous les formes Hanoorp en 1251, Henneorb en 1253, Haneorp en 1259, Hanouarp en 1395.

## Histoire
Certaines histoires racontent que les habitants de ce village descendraient peut-être des porteurs de sel. En effet au Moyen Âge, ces personnes amenaient des produits de la mer tel que le sel (très important pour l'époque) à Paris et formaient la corporation des "hanouards de Paris".
Ce village bercé par la Durdent a longtemps vécu au rythme des moulins à blé et à huile dont le dernier ferma en 2009.
Le village compte aussi une très belle église (église Saint-Denis) datant du XVIIe siècle (due à la présence de tuffeau). L'église connaitra de nombreuses réparations comme celle de 1901 où le clocher a été réparé par un charpentier de la ville de Cany-Barville. Trente ans plus tard, le clocher fut automatisé avec la mise en place d'un marteau automatique en 1935. Puis dans les années 1990, la toiture, les revêtements muraux, le sol... furent nettoyés et réparés.
Cette petite commune avait aussi une école qui ferma dans les années 2000. Elle fut créée après la loi Guizot qui obligeait les communes à entretenir une école primaire.

## Politique et administration
| Période                                  | Période                    | Identité                     | Étiquette | Qualité                        |
| ---------------------------------------- | -------------------------- | ---------------------------- | --------- | ------------------------------ |
| 1860                                     |                            | Boulanger                    |           |                                |
| 1904                                     |                            | Cartenet                     |           |                                |
|                                          | février 1921               | Joseph Frédéric Léon Bapaume |           |                                |
| Les données manquantes sont à compléter. |                            |                              |           |                                |
| 1960                                     | mars 2008                  | Jean-Marie Bapaume           |           |                                |
| mars 2008                                | En cours (au 10 août 2020) | Jacques Leballeur            |           | Réélu pour le mandat 2020-2026 |

## Démographie
L'évolution du nombre d'habitants est connue à travers les recensements de la population effectués dans la commune depuis 1793. Pour les communes de moins de 10 000 habitants, une enquête de recensement portant sur toute la population est réalisée tous les cinq ans, les populations de référence des années intermédiaires étant quant à elles estimées par interpolation ou extrapolation. Pour la commune, le premier recensement exhaustif entrant dans le cadre du nouveau dispositif a été réalisé en 2005.

En 2022, la commune comptait 267 habitants, en évolution de +5,95 % par rapport à 2016 (Seine-Maritime : +0,35 %, France hors Mayotte : +2,11 %).
| 1793 | 1800 | 1806 | 1831 | 1836 | 1841 | 1846 | 1851 | 1856 |
| ---- | ---- | ---- | ---- | ---- | ---- | ---- | ---- | ---- |
| 300  | 360  | 349  | 364  | 367  | 423  | 493  | 507  | 518  |

| 1861 | 1866 | 1872 | 1876 | 1881 | 1886 | 1891 | 1896 | 1901 |
| ---- | ---- | ---- | ---- | ---- | ---- | ---- | ---- | ---- |
| 519  | 502  | 508  | 411  | 421  | 449  | 377  | 371  | 364  |

| 1906 | 1911 | 1921 | 1926 | 1931 | 1936 | 1946 | 1954 | 1962 |
| ---- | ---- | ---- | ---- | ---- | ---- | ---- | ---- | ---- |
| 267  | 210  | 198  | 175  | 202  | 205  | 230  | 211  | 232  |

| 1968 | 1975 | 1982 | 1990 | 1999 | 2005 | 2006 | 2010 | 2015 |
| ---- | ---- | ---- | ---- | ---- | ---- | ---- | ---- | ---- |
| 234  | 226  | 287  | 266  | 273  | 226  | 223  | 241  | 257  |

| 2020 | 2022 | - | - | - | - | - | - | - |
| ---- | ---- | - | - | - | - | - | - | - |
| 261  | 267  | - | - | - | - | - | - | - |

## Culture locale et patrimoine

### Lieux et monuments
- Église Saint-Denis du XVIIe siècle ;
- Le manoir du Hanouard des XVIe et XVIIe siècles : son colombier du XVe siècle fait l'objet d'une inscription au titre des monuments historiques depuis le 21 novembre 2008[24] ;
- Moulin Jean.

### Héraldique
| Armes de Le Hanouard | Les armes de la commune du Hanouard se blasonnent ainsi : de gueules à la bande ondée d’argent chargé de trois roues de moulin de sable, accompagnée, en chef d’un pommier d’or et en pointe, d’un léopard du même armé et lampassé d’azur. Le léopard d'or sur champ de gueules rappelle les armes de la Normandie. |